# Scleronema (pez)
Scleronema es un género de peces de agua dulce de la familia Trichomycteridae en el orden Siluriformes. Sus 3 especies, denominadas comúnmente chupa-chupas, habitan en aguas templado-cálidas del centro-este de Sudamérica. La mayor longitud que alcanza la especie más grande (Scleronema macanuda) ronda los 93,6 mm de longitud estándar.

## Taxonomía
Este género fue descrito originalmente en el año 1917 por el ictiólogo estadounidense, nacido en Alemania, Carl H. Eigenmann.
Etimología
Etimológicamente, Scleronema se construye con dos palabras del idioma griego, en donde: skleros significa 'duro' y nema que es 'filamento'.
Scleronema no está incluido en ninguna de las subfamilias de Trichomycteridae, formando un clado propio.
Externamente Scleronema es similar a Trichomycterus, del que se diferencia por la relativamente amplia hendidura de la boca y un mejor desarrollo del maxilar.
Especies
Este género se subdivide en 8 especies:
- Scleronema guapa Ferrer & Malabarba, 2020
- Scleronema ibirapuita Ferrer & Malabarba, 2020
- Scleronema macanuda Ferrer & Malabarba, 2020
- Scleronema mate Ferrer & Malabarba, 2020
- Scleronema milonga Ferrer & Malabarba, 2020
- Scleronema minutum (Boulenger, 1891)
- Scleronema operculatum C. H. Eigenmann, 1917
- Scleronema teiniagua Ferrer & Malabarba, 2020

## Características y hábitos
Tamaño
Se trata de un género integrado por especies de pequeño tamaño. La mayor es S. macanuda, la cual alcanza menos de 10 cm de largo total; mientras que  S. milonga llega a solo 39,2 mm.
Alimentación
Se alimentan de efemerópteros, trichópteros y de dípteros acuáticos inmaduros (quironómidos y simúlidos), a los que buscan en los lechos de arena o grava de ríos y arroyos.

## Distribución y hábitat
Las 8 especies habitan en zonas de clima subtropical a templado en el estado de Río Grande del Sur, en el sur del Brasil, en Uruguay, en la región oriental de Paraguay y en el nordeste de la Argentina, en la región mesopotámica de ese país. Son características de las ecorregiones de agua dulce laguna dos Patos e Uruguay inferior, si bien también fueron citadas en la denominada Paraná inferior.
Habita en distintos cuerpos de agua dulce que pertenecen a grandes ríos, lagos y lagunas costeras, como la laguna de los Patos, las cuales fluyen hacia el océano Atlántico.